# 鄭鈞 (洪武進士)
鄭鈞 ，山東濟南府章丘縣人，明朝政治人物、進士出身。

## 生平
洪武三年，山东乡试中举。洪武四年，會試四十五名，登進士三甲，授袁州府萬載縣縣丞。